# ノエシス (企業)
株式会社ノエシス（英: Noesis co.,Ltd.）は、神奈川県横浜市に本社を置き、ソフトウェア開発を行う日本の企業。
主に介護保険・障害者福祉業務パッケージソフトの開発・販売をしている。

## 沿革
- 1995年（平成7年）6月1日 - 神奈川県横浜市南区に、主に通信、制御系ソフトウェア開発を主体として設立。
- 2001年（平成13年）- 神奈川県横浜市保土ケ谷区に本社移転。
- 2004年（平成16年）- 介護保険業務支援ソフトを提供開始。
- 2009年（平成21年）- 認知症高齢者グループホーム支援ソフトを提供開始。
- 2015年（平成27年）8月31日 - 児童福祉法の放課後等デイサービス支援ソフトを提供開始[1]。

## 主なサービス
- ソフトウェア受託開発
- 介護・福祉業務支援パッケージソフト「CareMother（ケアマザー）」開発販売[2]。